# Demény Dezső (pszichológus)
Demény Dezső (Nagysármás, 1915. január 27. – Kolozsvár, 1988. december 22.) magyar pedagógiai, lélektani és szociológiai író, Demény Piroska férje, Demény Attila apja.

## Életpályája
A kolozsvári református kollégium elvégzése után egy ideig ipari munkás. Egyetemi tanulmányait Kolozsváron 1942-ben fejezte be, majd Berlinben egészítette ki. Mint középiskolai tanár kezdte pályáját Kolozsvárt, egy ideig az egyetemen dolgozott, Várkonyi Hildebrand Dezső tanársegéde volt a  kolozsvári egyetem Lélektan Tanszékén. Éveken át volt ipari munkás (1959–64), később a torockói általános iskolához került, majd Gyaluban tanított.
Már diákkorában belső munkatársa volt a MADOSZ lapjának, a Székelyföldi Néplapnak, 1937-től a Korunkban is publikált. Az iskola és többtermelés viszonyát elemezte a Népnevelés hasábjain (1946), s a Korunk új folyamában közölte szakszerű tanulmányait a munkalélektan és emberanyag-gazdálkodás, tanulás és személyiség, a tanulás dinamikája, viselkedés, értékrend és axiometria, pszichoszociológiai családvizsgálat, ember és műemlék, fordítógép, nyelvészet és kommunikáció tárgyköréből. Egy Aranyos menti község kulturális képét rajzolta meg a Művelődésben (1971).

## Művei
- A tesztmódszer személyiségvizsgálati szerepe (Kolozsvár, 1942)
- Társadalmi alkalmazkodás (sokszorosított kérdőív, Kolozsvár, 1948)
- Szociológiai alapismeretek (sokszorosítás, Kolozsvár, 1949)
- A lélektan és szociológia nyelvén (kéziratban)